# Probopyrus iriomotensis
Probopyrus iriomotensis is een pissebed uit de familie Bopyridae. De wetenschappelijke naam van de soort is voor het eerst geldig gepubliceerd in 2010 door Saito, Shokita & Naruse.